# ひまわり (Hearts Growの曲)
「ひまわり」は、音楽バンドHearts Growの3枚目（インディーズからの通算4枚目）のシングル。

## 概要
前作「ユラユラ」から半年ぶりのリリースとなるシングル。2007年にリリースされたシングルは本作のみである。初回生産版には『出ましたっ!パワパフガールズZ』書き下ろしワイドキャップステッカーが付属。
ドラマーのユウヤが脱退する以前にリリースされた最後のシングルである。

## 収録曲
1. ひまわり （作詞/作曲：Hearts Grow 編曲：野間康介・秋山誠司）
TX系テレビアニメ『出ましたっ!パワパフガールズZ』第4期エンディングテーマ。
2. 夏色 （作詞/作曲：Hearts Grow 編曲：秋山誠司）
3. ひまわり (Instrumental)

## 収録アルバム
- サマーチャンプルー（#1） - ミニアルバム。「ひまわり－ちゃんぷるう、らふてい、スパムMix」として収録。